# Paul Kruse
Paul Johannes Kruse, född 15 mars 1970, är en kanadensisk före detta professionell ishockeyforward som tillbringade elva säsonger i den nordamerikanska ishockeyligan National Hockey League (NHL), där han spelade för Calgary Flames, New York Islanders, Buffalo Sabres och San Jose Sharks. Han producerade 71 poäng (38 mål och 33 assists) samt drog på sig 974 utvisningsminuter på 423 grundspelsmatcher.
Han har tidigare spelat för EHC Black Wings Linz i Erste Bank Eishockey Liga (EBEL); Sheffield Steelers och Belfast Giants i Ice Hockey Superleague (BISL); Salt Lake Golden Eagles, Utah Grizzlies, Chicago Wolves i International Hockey League (IHL) samt Moose Jaw Warriors och Kamloops Blazers i Western Hockey League (WHL).
Kruse draftades av Calgary Flames i fjärde rundan i 1990 års draft som 83:e spelare totalt.
Han var en enforcer (slagskämpe) under sin NHL-karriär.

## Statistik
| 1986–1987   | Merritt Warriors        | BCJHL       | 35  | 8  | 15 | 23  | 120  | —  | — | —  | —  | —   |
| 1987–1988   | Merritt Centennials     | BCJHL       | 44  | 12 | 32 | 44  | 223  | 4  | 1 | 4  | 5  | 18  |
|             | Moose Jaw Warriors      | WHL         | 1   | 0  | 0  | 0   | 0    | —  | — | —  | —  | —   |
| 1988–1989   | Kamloops Blazers        | WHL         | 68  | 8  | 15 | 23  | 209  | 16 | 0 | 0  | 0  | 35  |
| 1989–1990   | Kamloops Blazers        | WHL         | 67  | 22 | 23 | 45  | 291  | 17 | 3 | 5  | 8  | 79  |
| 1990–1991   | Calgary Flames          | NHL         | 1   | 0  | 0  | 0   | 7    | —  | — | —  | —  | —   |
|             | Salt Lake Golden Eagles | IHL         | 83  | 24 | 20 | 44  | 313  | —  | — | —  | —  | —   |
| 1991–1992   | Calgary Flames          | NHL         | 16  | 3  | 1  | 4   | 65   | —  | — | —  | —  | —   |
|             | Salt Lake Golden Eagles | IHL         | 57  | 14 | 15 | 29  | 267  | —  | — | —  | —  | —   |
| 1992–1993   | Calgary Flames          | NHL         | 27  | 2  | 3  | 5   | 41   | —  | — | —  | —  | —   |
|             | Salt Lake Golden Eagles | IHL         | 35  | 1  | 4  | 5   | 206  | —  | — | —  | —  | —   |
| 1993–1994   | Calgary Flames          | NHL         | 68  | 3  | 8  | 11  | 185  | 7  | 0 | 0  | 0  | 14  |
| 1994–1995   | Calgary Flames          | NHL         | 45  | 11 | 5  | 16  | 141  | 7  | 4 | 2  | 6  | 10  |
| 1995–1996   | Calgary Flames          | NHL         | 75  | 3  | 12 | 15  | 145  | 3  | 0 | 0  | 0  | 4   |
| 1996–1997   | Calgary Flames          | NHL         | 14  | 2  | 0  | 2   | 30   | —  | — | —  | —  | —   |
|             | New York Islanders      | NHL         | 48  | 4  | 2  | 6   | 11   | —  | — | —  | —  | —   |
| 1997–1998   | New York Islanders      | NHL         | 62  | 6  | 1  | 7   | 138  | —  | — | —  | —  | —   |
|             | Buffalo Sabres          | NHL         | 12  | 1  | 1  | 2   | 49   | 1  | 1 | 0  | 1  | 4   |
| 1998–1999   | Buffalo Sabres          | NHL         | 43  | 3  | 0  | 3   | 114  | 10 | 0 | 0  | 0  | 4   |
| 1999–2000   | Buffalo Sabres          | NHL         | 11  | 0  | 0  | 0   | 43   | —  | — | —  | —  | —   |
|             | Utah Grizzlies          | IHL         | 44  | 10 | 13 | 23  | 71   | 5  | 0 | 3  | 3  | 28  |
| 2000–2001   | San Jose Sharks         | NHL         | 1   | 0  | 0  | 0   | 5    | —  | — | —  | —  | —   |
|             | Chicago Wolves          | IHL         | 71  | 8  | 12 | 20  | 180  | 16 | 2 | 3  | 5  | 22  |
| 2001–2002   | Sheffield Steelers      | BISL        | 44  | 12 | 16 | 28  | 152  | 8  | 2 | 2  | 4  | 20  |
| 2002–2003   | Belfast Giants          | BISL        | 25  | 5  | 13 | 18  | 92   | 18 | 3 | 9  | 12 | 53  |
| 2003–2004   | EHC Black Wings Linz    | EBEL        | 16  | 4  | 3  | 7   | 64   | 3  | 0 | 0  | 0  | 2   |
| NHL totalt  | NHL totalt              | NHL totalt  | 423 | 38 | 33 | 71  | 974  | 28 | 5 | 2  | 7  | 36  |
| BISL totalt | BISL totalt             | BISL totalt | 69  | 17 | 29 | 46  | 244  | 26 | 5 | 11 | 16 | 73  |
| IHL totalt  | IHL totalt              | IHL totalt  | 290 | 57 | 64 | 121 | 1037 | 21 | 2 | 6  | 8  | 50  |
| WHL totalt  | WHL totalt              | WHL totalt  | 136 | 30 | 38 | 68  | 500  | 33 | 3 | 5  | 8  | 114 |